# 紡錘粉

紡錘粉

紡錘粉（Fusilli，[fuˈzilli]）一種紡錘狀挤压成型的義大利麵，其原文Fusilli即紡錘。 紡錘粉是最常见的意大利面食之一，其外观和雙子粉极像。

## 連結
1. ↑  .   [2022-07-20]. （原始内容存档于2022-03-09）.
2. ↑  .   [2022-03-09]. （原始内容存档于2022-07-13）.
3. ↑  . OxfordWords blog. 24 October 2014  [25 November 2017]. （原始内容存档于2017-12-01）.